# Lutriņu pagasts
Lutriņu pagasts er en territorial enhed i Saldus novads i Letland. Pagasten havde 1.430 indbyggere i 2010 og omfatter et areal på 90,70 kvadratkilometer. Hovedbyen i pagasten er Lutriņi.